# Тресцов, Борис Иванович
Бори́с Ива́нович Тресцо́в (29 июля 1924, Вещево, Яранский уезд, Вятская губерния, РСФСР, СССР — 11 сентября 2010, Йошкар-Ола, Россия) — советский и российский деятель лесного хозяйства, государственный деятель, педагог. Исследователь истории лесного хозяйства Марий Эл. Начальник Марийского управления лесного хозяйства и охраны леса (1965—1966), первый министр лесного хозяйства Марийской АССР (1966—1981). Доцент Поволжского лесотехнического института (1962—1963, 1981—1991). Участник Великой Отечественной войны.

## Биография
Родился 29 июля 1924 года в деревне Вещево ныне Яранского района Кировской области в крестьянской семье.
В мае 1942 года призван в РККА. Участник Великой Отечественной войны: служил в гвардейской миномётной части «Катюш», в 1944—1945 годах — помощник командира огневого взвода, гвардии старший сержант, затем — старшина батареи управления 3-й гвардейской миномётной бригады 1-го Украинского фронта. Дошёл до Чехословакии и Дрездена, участник Берлинской операции. Дальнейшая служба проходила в Венгрии в составе Центральной группы Советских войск. Демобилизовался из армии в июне 1947 года в звании капитана. Награждён орденами Отечественной войны II степени, Красной Звезды и медалями. 
В 1952 году с отличием окончил лесоинженерный факультет Поволжского лесотехнического института.
С 1952 года — главный инженер Козиковского леспромхоза, с 1957 года — директор Юринского, с 1961 года — директор Козиковского леспромхозов Марийской АССР. 
В 1963—1965 годах — начальник комбината «Марилес» Волго-Вятского совнархоза, а в 1965—1966 годах — начальник Марийского управления лесного хозяйства и охраны леса.
В 1966—1981 годах — министр лесного хозяйства Марийской АССР. В 1981 году вышел на заслуженный отдых.
В 1962—1963 годах — и. о. доцента кафедры экономики и организации лесного хозяйства и промышленности, в 1981—1991 годах — доцент кафедры охраны труда Поволжского лесотехнического института. 
Известен и как краевед и исследователь истории лесного хозяйства Марий Эл. Является автором книг «Марийский лес» к 200-летию Лесного департамента России (1997), «Труженики леса Марийской АССР в Великой Отечественной войне» в 2-х частях (2000—2005). 
Награждён орденом Трудового Красного Знамени, медалями и трижды — Почётной грамотой Президиума Верховного Совета Марийской АССР.
Скончался 11 сентября 2010 года в г. Йошкар-Оле, похоронен там же. 

## Награды

### Трудовые
- Орден Трудового Красного Знамени (1971)[1]
- Медаль «За трудовую доблесть»[4]
- Юбилейная медаль «За доблестный труд. В ознаменование 100-летия со дня рождения Владимира Ильича Ленина» (1970)[4]
- Медаль «За отвагу на пожаре» (СССР)[4]
- Почётная грамота Президиума Верховного Совета Марийской АССР (1967, 1974, 1982)[1]

### Боевые
- Нагрудный знак «Отличный артиллерист»[4]
- Орден Отечественной войны II степени (06.04.1985)[3][4][12]
- Орден Красной Звезды (12.04.1945)[4]
- Медаль «За победу над Германией в Великой Отечественной войне 1941—1945 гг.» (09.05.1945)[3][4]
- Медаль «За взятие Берлина» (09.09.1945)[3][4]

## Память
- 3 мая 2012 года в Кокшайском лесничестве Марий Эл была организована памятная посадка в честь первого министра лесного хозяйства республики, ветерана Великой Отечественной войны Б. И. Тресцова.
- Информация о первом министре лесного хозяйства Марийской АССР Б. И. Тресцове представлена в Музее леса Министерства природных ресурсов, экологии и охраны окружающей среды Республики Марий Эл.